# Aleksandyr Jordanow
Aleksandyr Jordanow Aleksandrow, bułg. Александър Йорданов Александров (ur. 13 lutego 1952 w Warnie) – bułgarski polityk, historyk literatury, krytyk literacki i dyplomata, w latach 1992–1994 przewodniczący Zgromadzenia Narodowego, poseł do Parlamentu Europejskiego IX kadencji.

## Życiorys
Ukończył filologię bułgarską w wyższym instytucie pedagogicznym w Szumenie. Został pracownikiem naukowym w instytucie literackim przy Bułgarskiej Akademii Nauk, w 1986 uzyskał stopień kandydata nauk. Od 1990 był redaktorem naczelnym periodyku „Wek 21”. W okresie przemian politycznych dołączył do Partii Radykalno-Demokratycznej (RDP), a wraz z nią do Związku Sił Demokratycznych (SDS). Był wiceprzewodniczącym RDP, w 1993 objął funkcję przewodniczącego partii, kierował nią do 1998. Zajmował też stanowiska wiceprzewodniczącego SDS i przewodniczącego frakcji poselskiej związku.
W 1990 uzyskał mandat deputowanego do konstytuanty, a w 1991 posła do Zgromadzenia Narodowego 36. kadencji. W latach 1992–1994 sprawował urząd przewodniczącego bułgarskiego parlamentu. W 1994 i 1997 był ponownie wybierany do Zgromadzenia Narodowego. 1998 objął stanowisko ambasadora w Polsce, od 1999 akredytowany również w krajach bałtyckich. W 2001 został ambasadorem w Macedonii, funkcję tę pełnił do 2005.
Powrócił później do działalności naukowej na stanowisku docenta w instytucie literackim przy BAN. Od 2007 ponownie przez pewien czas zasiadał we władzach SDS. W 2013 został redaktorem naczelnym tygodnika polityczno-kulturalnego „Demokracija”. W 2019, kandydując z listy partii GERB w ramach zawartego porozumienia ze swoim ugrupowaniem, uzyskał mandat posła do Parlamentu Europejskiego IX kadencji.